# Friedrich Stummel

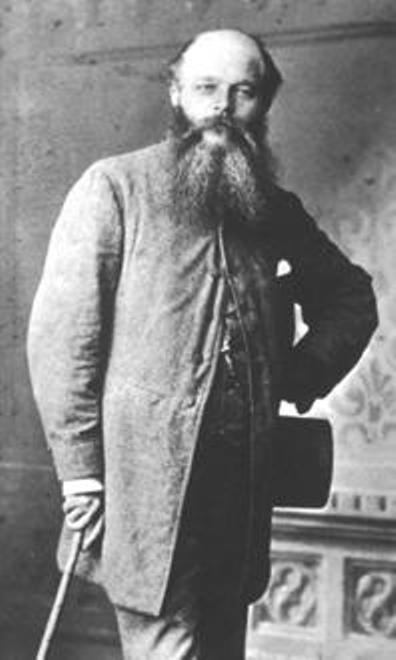
Friedrich Stummel

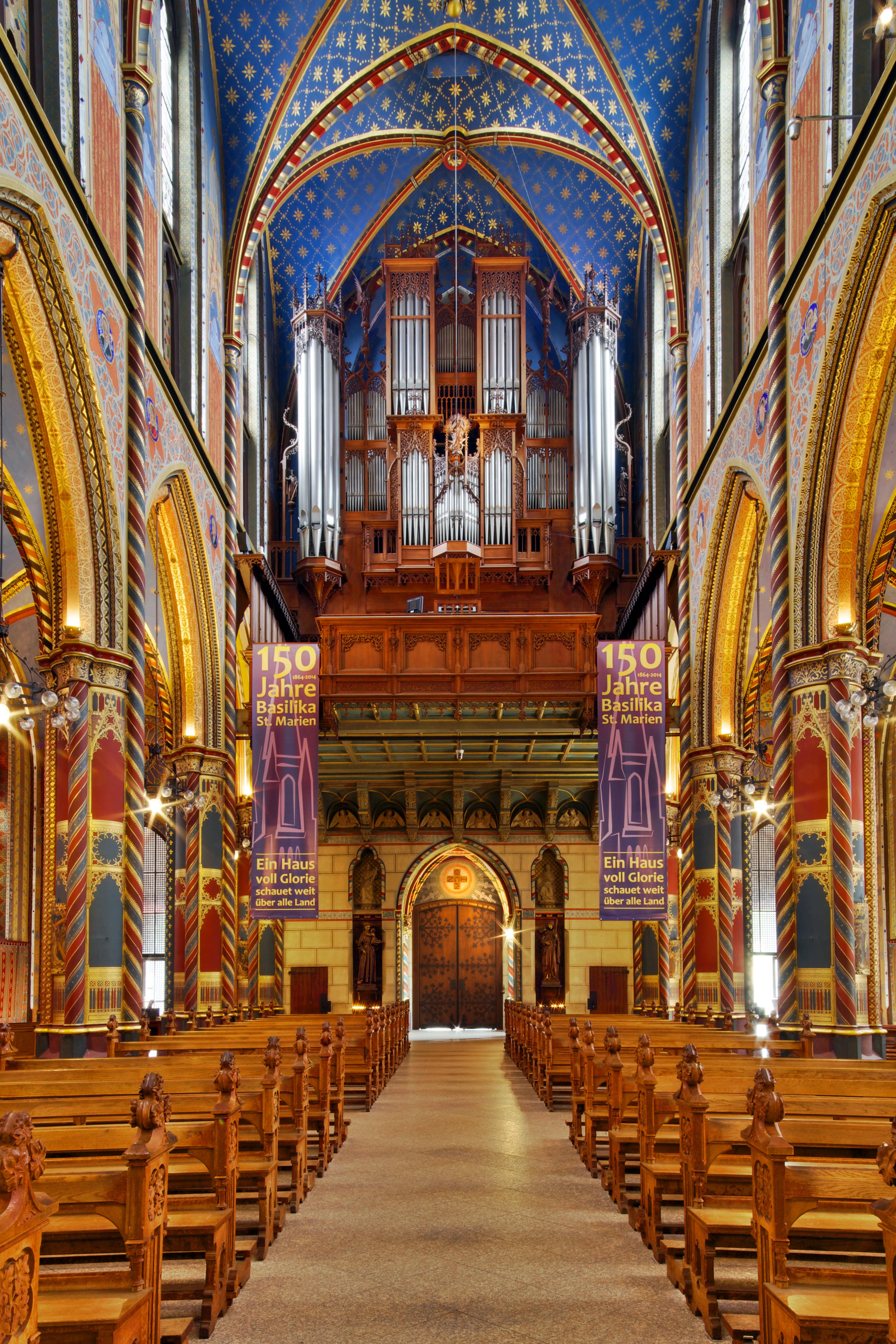
Ausmalung der Marienbasilika in Kevelaer (1891–1926)

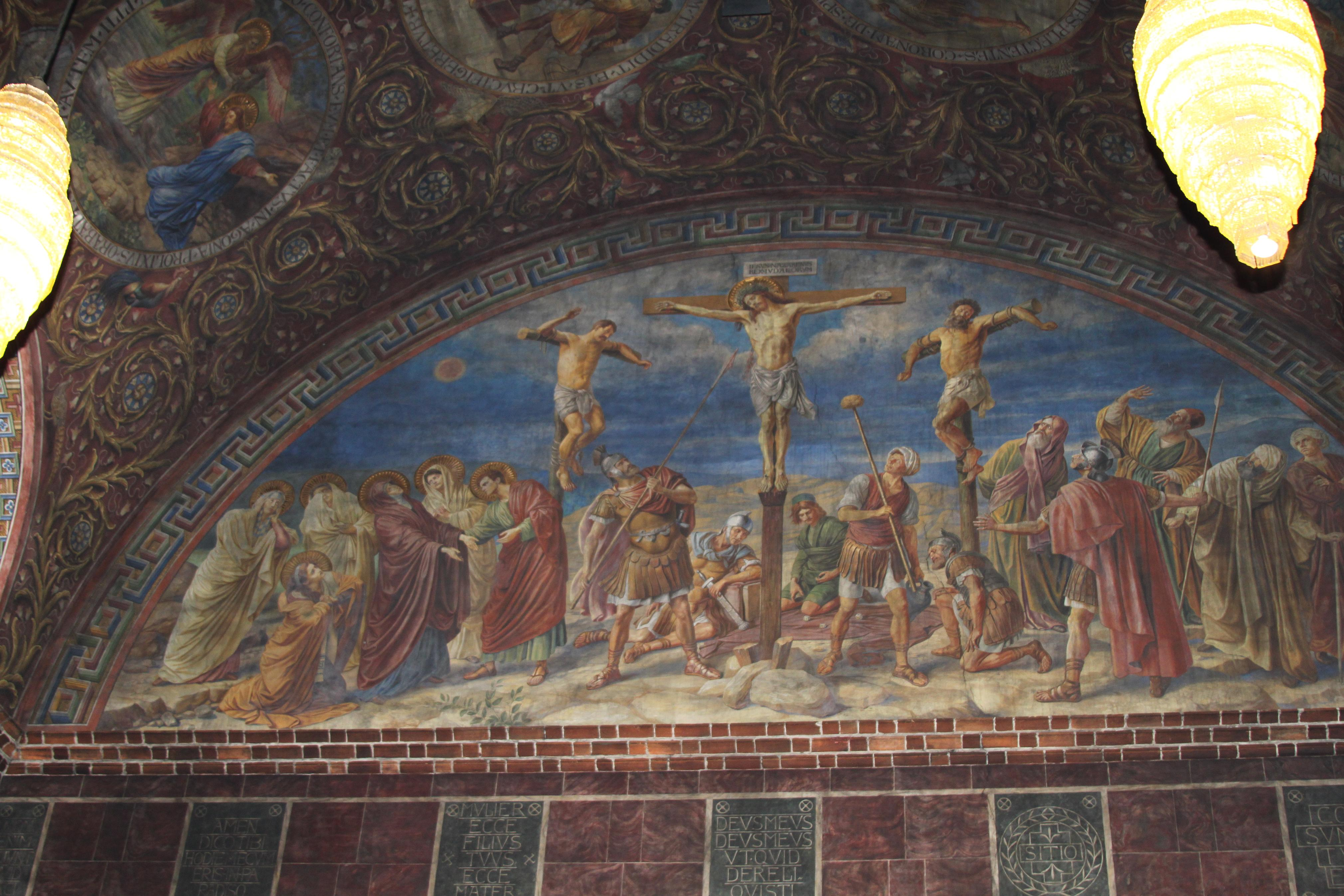
Friedrich Stummel: Kreuzigung Christi (Rosenkranz-Basilika, Berlin-Steglitz)

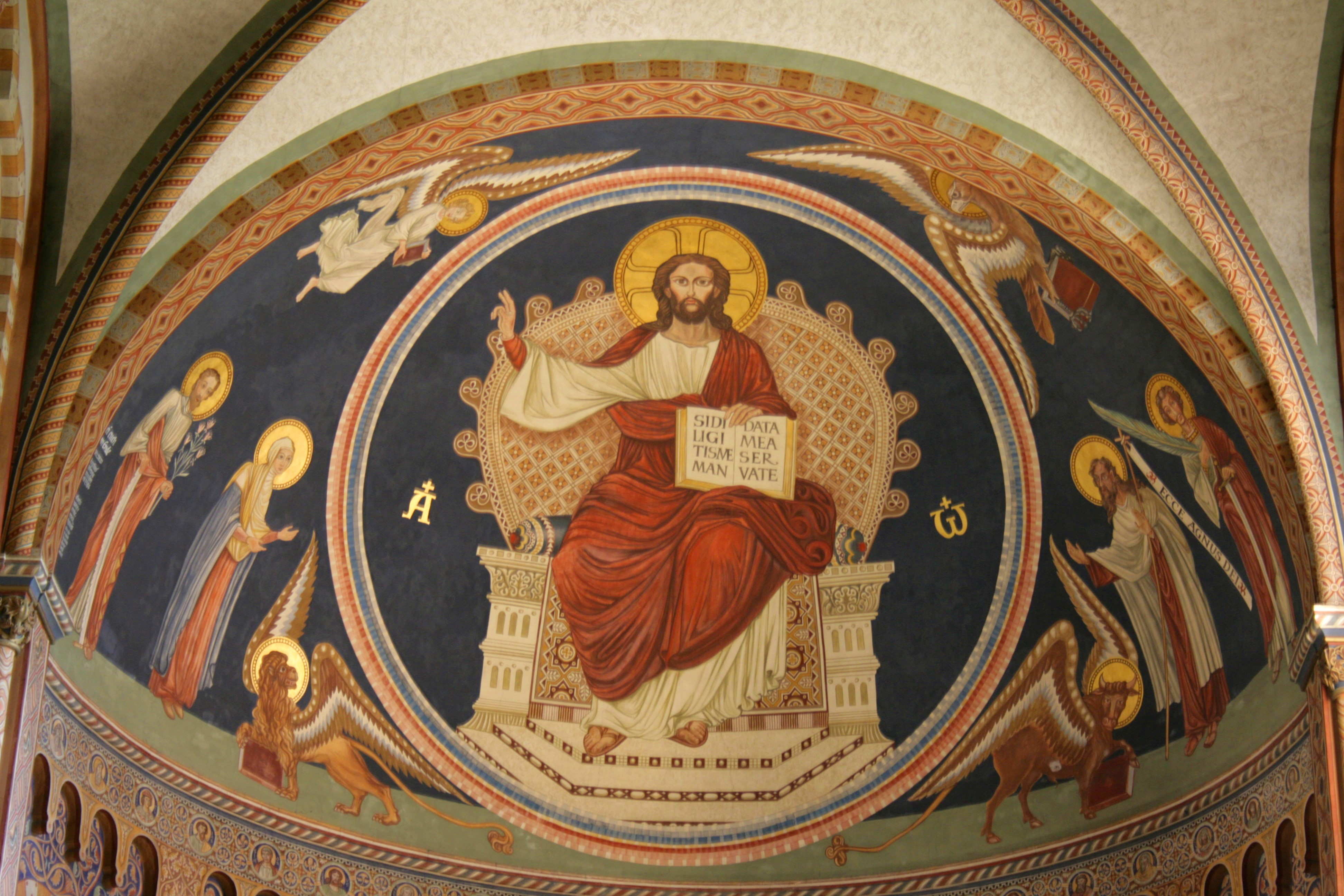
Ausmalung der Apsis der Kirche St. Pankratius (Anholt), 1885

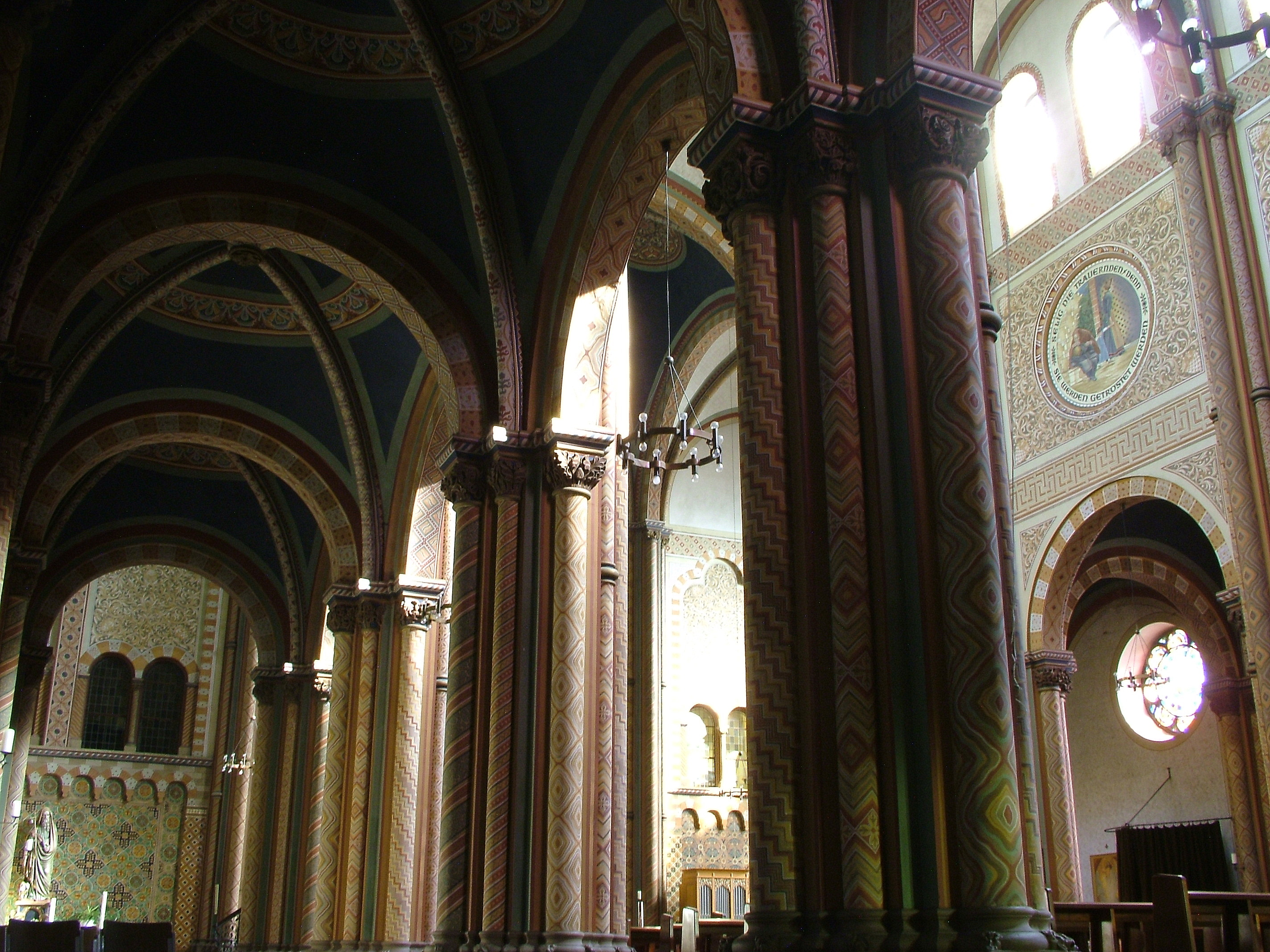
Ausmalung der Wände und Gewölbe der Kirche St. Pankratius (Anholt), 1885

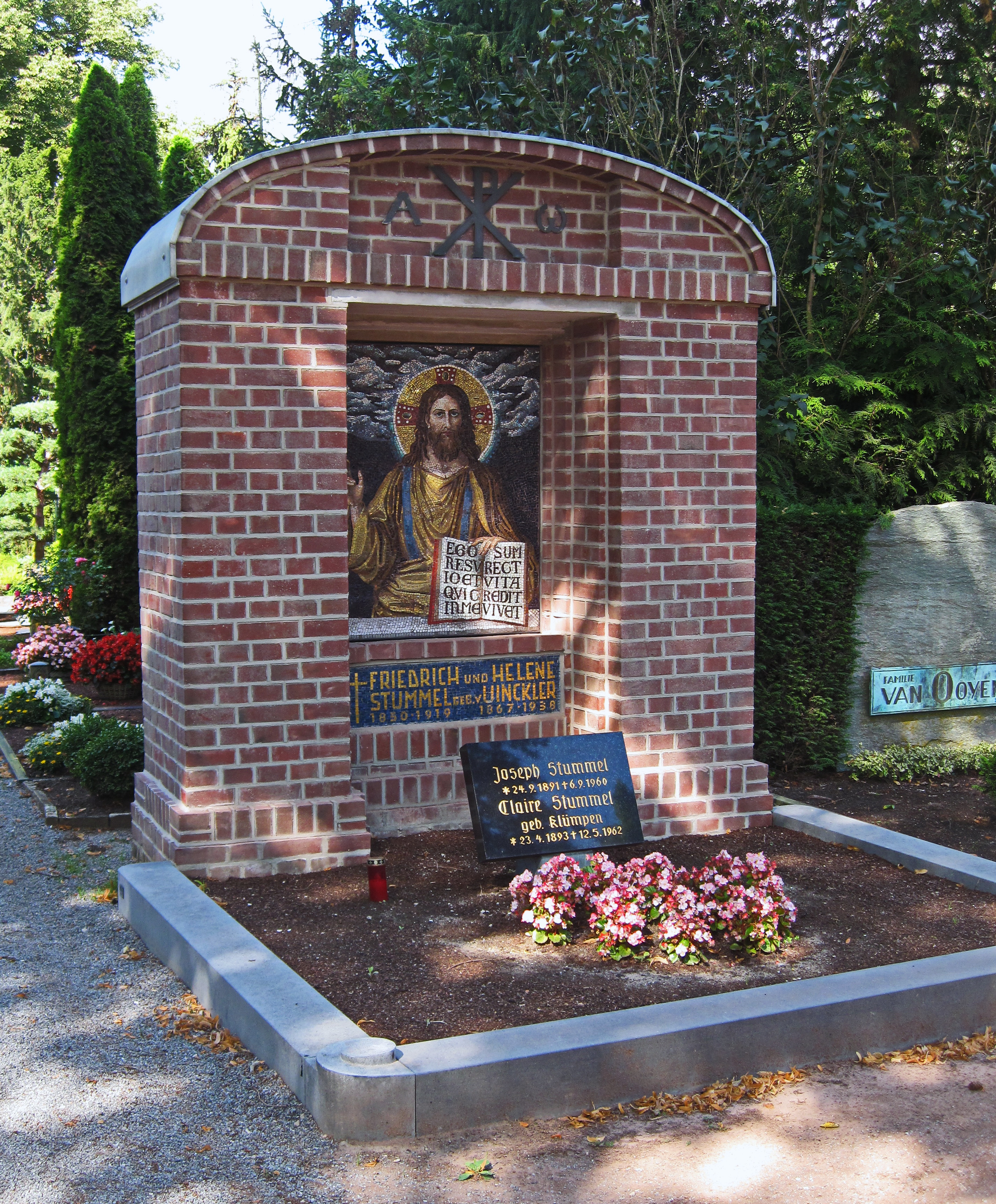
Grabstätte von Friedrich und Helene Stummel in Kevelaer

Friedrich Franz Maria Stummel (* 20. März 1850 in Münster; † 16. September 1919 in Kevelaer) war ein deutscher sakraler Künstler, der besonders als Maler der Nazarener-Strömung innerhalb der Düsseldorfer Malerschule wirkte. 
Stummel erstellte neben seiner eigenen Kirchenmalerei auch eine Vielzahl von Entwürfen, die andere Kunsthandwerker aus den Bereichen Glasmalerei, Bildhauerei, Gold- und Eisenschmiedekunst, Weberei und Stickerei dann ausführten.

## Leben, Werk und Auszeichnungen

### Leben
Stummel besuchte zuerst die Domschule in Münster. Nach dem Umzug seiner Familie nach Osnabrück besuchte er dort ein Gymnasium. Aufgrund seines großen zeichnerischen Talents erfüllte er bereits als Sechzehnjähriger (1866) die Aufnahmekriterien der Düsseldorfer Kunstakademie. So verzichtete er auf das angestrebte Abitur und begann direkt ein Kunststudium. Dieses Studium war sehr intensiv und dauerte zwölf Jahre. Seine Lehrer waren Ernst Deger und Eduard von Gebhardt. 1882 zog Stummel in den Wallfahrtsort Kevelaer, wo er 1884 ein Haus kaufte, das er mit seinen Eltern und seiner Schwester Johanna bewohnte. 1886 folgte der Bau eines Atelierhauses an der Gelderner Straße. 1890 heiratete er Helene von Winkler (1867–1937). Das Ehepaar bekam vier Kinder. 1919 starb Stummel nach einjährigem Leiden an den Folgen eines Schlaganfalls.

### Künstlerischer Werdegang
Stummel erzielte 1878 seinen ersten großen internationalen Erfolg. Sein Gemälde Mamas Boudoir wurde auf der Kunstausstellung im Londoner Crystal Palace ausgestellt und mit der silbernen Medaille ausgezeichnet. Im gleichen Jahr gewann sein Freskobildnis Albrecht Dürers Bewirtung durch die Antwerpener Künstler 1521 den von der Düsseldorfer Akademie ausgeschriebenen Konkurrenzwettbewerb der Biehl-Kalkhostschen Stiftung für Freskomalerei.
Im Jahr 1879 bereiste Stummel Italien. Er arbeitete für Ludwig Seitz an den Chorfresken im Dom von Treviso. Im nächsten Jahr arbeitete er mit Friedrich Geselschap, den er zuvor in Rom kennengelernt hatte, an der Ausmalung des Zeughauses von Berlin. Gemeinsam schufen die beiden in diesem Jahr auch die Entwurfszeichnungen für die Mosaike für die Fassade des Kunstmuseums in Berlin.
Stummel malte eine Vielzahl von Kirchen aus. Als bedeutende waren dies 1881 die Beichtkapelle in Kevelaer, 1885 die Kirche St. Pankratius in Anholt, ab 1888 die Gnadenkapelle in Kevelaer, 1891 folgte dort die Ausmalung der Marienbasilika in der Technik der Wasserglasmalerei. 1895 war er mit der Ausstattung von St. Aposteln in Köln, der Kathedrale unserer lieben Frau in Luxemburg und des Doms von Pelplin beschäftigt. 1903 übernahm er die Ausmalung der Rosenkranz-Basilika in Berlin-Steglitz, 1906 die Herz-Jesu-Kirche in Berlin-Prenzlauer Berg, 1908 neue Glasfenster in St. Regenfledis Hönnepel. Des Weiteren zeichnet Stummel für die ornamental gemalte Gestaltung zahlreicher Dorfkirchen am Niederrhein verantwortlich. Viele seiner Werke wurden aber Opfer der antihistoristischen Tendenz der Jahrzehnte nach dem Zweiten Weltkrieg.
1899 bekam er den Kronenorden IV. Klasse verliehen, 1901 den päpstlichen Gregoriusorden. 1905 hatte Stummel die angebotene Professur von der Hochschule zu Charlottenburg für mittelalterliche Malerei abgelehnt.

### Schriftliche Werke
- Friedrich Stummel: Über Monumentalmalerei. In: Trierisches Jahrbuch für ästhetische Kultur 1908, Trier 1908 S. 37–50.

## Ausstellung
- 2019: Stummels Erben, Niederrheinisches Museum Kevelaer[2]
- Friedrich Stummel: Kirchenfenster St. Regenfledis Hönnepel